# Zhenhai

Lage von Beilun im Gebiet der Stadt Ningbo

Zhenhai (镇海区,  Zhènhǎi Qū) ist ein Stadtbezirk der Unterprovinzstadt Ningbo in der ostchinesischen Provinz Zhejiang. Er hat eine Gesamtfläche von 244,6 km² und zählt 510.462 Einwohner (Stand: Zensus 2020).

## Administrative Gliederung
Auf Gemeindeebene setzt sich Zhenhai aus vier Straßenvierteln und zwei Großgemeinden zusammen. 